# Pedroso (kommun i Spanien, La Rioja)
Pedroso är en kommun i Spanien. Den ligger i den autonoma regionen La Rioja i norra delen av landet, 220 km nordost om huvudstaden Madrid. Antalet invånare är 90 (2024).